# 나카고미정
나카고미정(일본어: 中込町)은 일본 나가노현 미나미사쿠군에 설치되었던 정이다. 현재의 사쿠시에 해당한다.

## 역사
- 1889년 4월 1일 - 정촌제 시해엥 의해 미나미사쿠군 나가세촌이 성립하였다.
- 1899년 7월 18일 - 나카고미촌으로 개칭되었다.
- 1919년 11월 1일 - 정으로 승격해 나카고미정으로 개칭되었다.
- 1961년 4월 1일 - 미나미사쿠군 노자와정, 기타사쿠군 아사마정, 히가시촌과 신설합병해 사쿠시가 성립하여, 동일  나카고미정은 폐지되었다.

## 교통

### 철도
- 일본국유철도
  - 고우미선

### 도로
- 도미오카 가도 (현 국도 제254호선)

## 참고문헌
- 角川日本地名大辞典 20 長野県